# Heptaxodontidae
Heptaxodontidae là một họ động vật có vú trong bộ Gặm nhấm. Họ này được Anthony miêu tả năm 1917.